# Rachicladosporium americanum
Rachicladosporium americanum är en svampart som beskrevs av Cheew. & Crous 2009. Rachicladosporium americanum ingår i släktet Rachicladosporium, ordningen Capnodiales, klassen Dothideomycetes, divisionen sporsäcksvampar och riket svampar.   Inga underarter finns listade i Catalogue of Life.